# Syllitus microps
Syllitus microps är en skalbaggsart som beskrevs av Blackburn 1900. Syllitus microps ingår i släktet Syllitus och familjen långhorningar. Inga underarter finns listade i Catalogue of Life.